# Anse-à-Galets
Anse-à-Galets (en créole haïtien : Ansagalèt) est l'une des deux communes de l'île de La Gonâve en Haïti (l'autre commune étant Pointe-à-Raquette), située dans le département de l'Ouest. Les habitants se font appeler Anseois et Ansoises.

## Géographie
Le territoire communal, d'une superficie de 372,01 km2, occupe la moitié orientale de l'île, tandis que le bourg se situe plus particulièrement sur sa pointe nord-est.

## Démographie
La commune est peuplée de 56 890 habitants(recensement par estimation de 2009), soit plus de 70 % de la population insulaire. Le bourg quant à lui constitue la principale agglomération de l'île en regroupant la moitié de sa population, avec 39 783 habitants selon le même recensement.
- Population totale : 56 890 habitants
- Nombre d'hommes : 28 495 hommes
- Nombre de femmes : 28 395 femmes
- Nombre de ménages : N.A.
- Population de 18 ans et plus : 27 716 habitants
- Population totale en 1982 : N.A.
- Densité : 152,93 habitants / km²
- Nombre moyen de personnes par ménage : N.A.
- % de la population ayant 18 ans et plus : 48,72 %
- Évolution de la population : N.A.

## Administration
La commune est composée des sections communales de :
- Palma
- Petite Source (formant le bourg)
- Grande Source
- Grand Lagon
- Picmy
- Petite Anse

## Transports
Outre un port qui draine l'essentiel des passagers en provenance ou à destination du reste du territoire haïtien, Anse-à-Galets possède également le seul aéroport de l'île, situé à environ 1,5 km au nord-ouest du bourg.